# Parco Nord Milano
Der Parco Nord Milano ist ein italienischer Regionalpark, der zwischen Mailand und den Nachbarstädten Bresso, Cinisello, Cormano, Cusano, Novate und Sesto liegt.
Der Park wurde 1975 von der Region Lombardei als Regionalpark gewidmet und ab den 1980er Jahren mehrmals bepflanzt und erweitert.
Heute kann der Park in drei Gebiete geteilt werden:
- der westliche Teil (ehem. Parco della Balossa), zwischen Cormano und Novate, wird landwirtschaftlich benutzt;
- der mittlere Teil, zwischen Affori, Bresso, Brusuglio, Bruzzano und Niguarda, ist von Rasen- und Forstflächen geprägt;
- der östliche Teil, zwischen Bresso, Cinisello, Niguarda und Sesto, ist als Volkspark angelegt.

Im östlichen Teil befindet sich der Flugplatz Bresso.